# Scenopinus afghanistanensis
Scenopinus afghanistanensis är en tvåvingeart som beskrevs av Kelsey 1981. Scenopinus afghanistanensis ingår i släktet Scenopinus och familjen fönsterflugor. Inga underarter finns listade i Catalogue of Life.